# DJ Drama

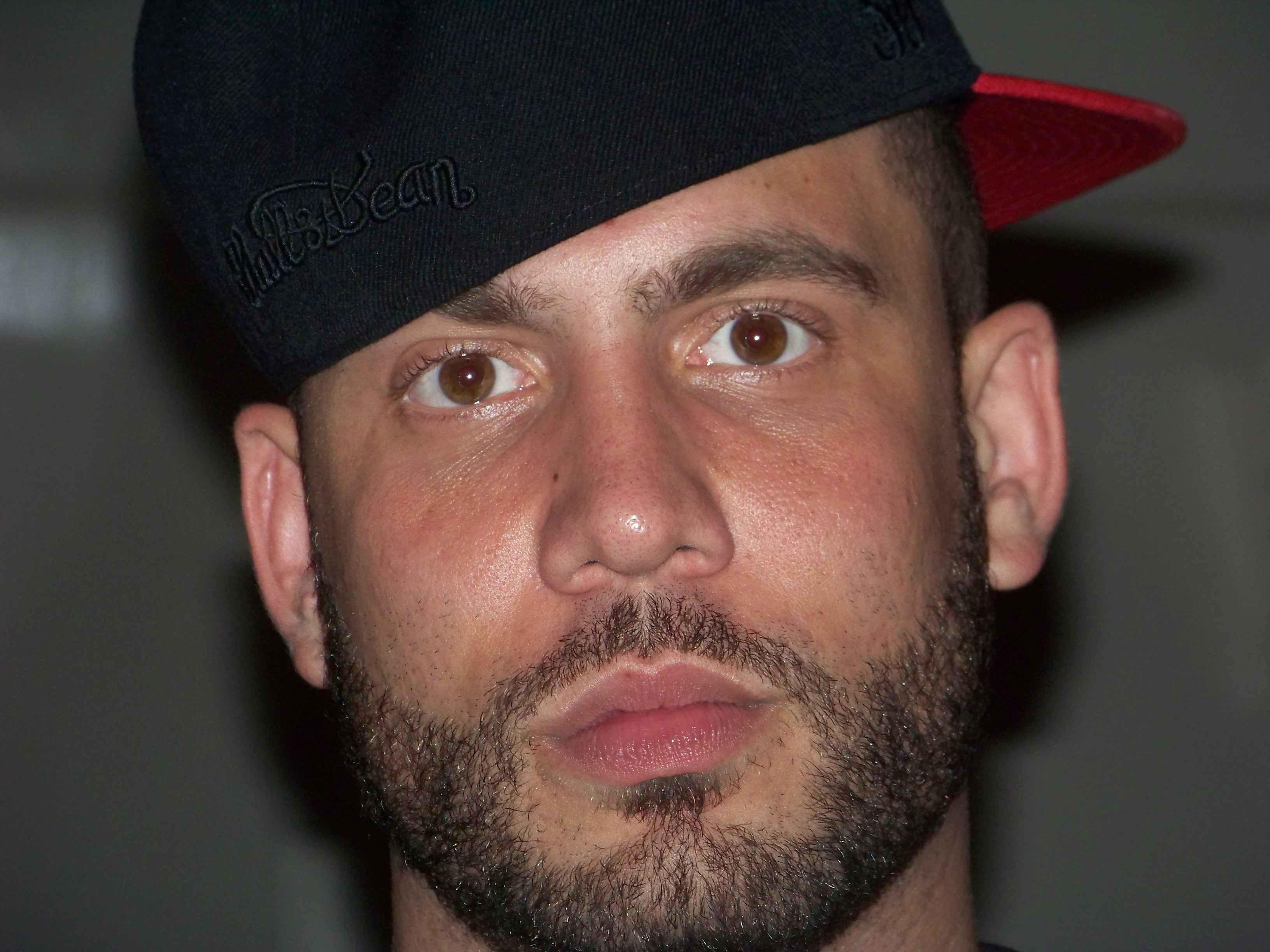
DJ Drama im April (2008)

DJ Drama (* 22. April 1978 in Philadelphia, Pennsylvania; eigentlich Tyree Cinque Simmons) ist ein US-amerikanischer Produzent und der offizielle DJ des Labels Grand Hustle. Er ist für seine Gangsta-Grillz-Mixtapereihe bekannt.

## Leben
Tyree Simmons wuchs in Philadelphia auf. Später zog er nach Atlanta und studierte an der Clark Atlanta University. In dieser Zeit kam er zum ersten Mal in Berührung mit dem DJ-ing. Nach lokalen Erfolgen mit seinen ersten Werken kam er in Kontakt mit Lil Jon und wurde nach einer Zusammenarbeit mit P$C bei T.I.s Label Grand Hustle unter Vertrag genommen. In dieser Zeit veröffentlichte er auch seine ersten Gangsta Grillz-Mixtapes, die großen Erfolg in der Down-South-Szene hatten. Es folgten weitere Mixtapes, unter anderem mit Plies, Ludacris, T.I., Snoop Dogg und Akon, sowie die Dedication-Reihe mit Lil Wayne. Der zweite Teil davon wurde von Kelefa Sanneh von der New York Times als eines der zehn besten Werke von 2006 bezeichnet.
Am 4. Dezember 2007 wurde sein erstes Album Gangsta Grillz: The Album veröffentlicht. Sein zweites Album Gangsta Grillz: The Album II folgte 2009. Mit beiden Langspielern konnte er sich auf Platz 26 der Billboard 200 positionieren.
Dazwischen erschien mit Gangsta Grillz: Dedication 3 eine weitere Fortsetzung der Zusammenarbeit mit Lil Wayne. Obwohl es sich dabei nur um ein Mixtape handelt, konnte es sich für einige Wochen in den hinteren Rängen der US-amerikanischen Albumcharts platzieren. Ähnliches gelang mit From the Hut, To the Projects, To the Mansion. Dieses Werk, das von Wyclef Jean unter dem Pseudonym Toussaint St. Jean veröffentlicht und von DJ Drama präsentiert wurde, wurde in den Liner Notes als EP bezeichnet, bestand aber aus 17 Tonspuren, einer Spielzeit von fast einer Stunde und vielen Elementen, die typisch für Mixtapes sind. Es konnte sich für eine Woche auf Rang 171 der Billboard 200 einfinden.
2011 folgte mit Third Power ein weiteres Album. Darauf enthalten war die Single Oh My, mit der er seinen ersten Charterfolg in den Billboard Hot 100 erreichte.
Seine beste Platzierung in der Alben-Verkaufsliste der USA gelang DJ Drama mit Quality Street Music von 2012, als es auf Position 15 einstieg. Der Nachfolger hiervon, Quality Street Music 2, erschien 2016.

## Diskografie

### Alben
| Jahr | Titel                                                                    | Höchstplatzierung, Gesamtwochen, AuszeichnungChartsChartplatzierungen (Jahr, Titel, Platzierungen, Wochen, Auszeichnungen, Anmerkungen) | Anmerkungen |
| Jahr | Titel                                                                    | US | Anmerkungen |
| ---- | ------------------------------------------------------------------------ | --- | --- |
| 2007 | Gangsta Grillz: The Album                                                | US26 (9 Wo.)US | Erstveröffentlichung: 3. Dezember 2007                                                                                   |
| 2009 | Gangsta Grillz: Dedication 3                                             | US111 (8 Wo.)US | mit Lil Wayne |
| 2009 | Gangsta Grillz: The Album Vol. 2                                         | US26 (4 Wo.)US | Erstveröffentlichung: 15. Mai 2009                                                                                       |
| 2009 | From the Hut, To the Projects, To the Mansion                            | US171 (1 Wo.)US | Erstveröffentlichung: 23. November 2009 von Wyclef Jean unter dem Pseudonym Toussaint St. Jean, präsentiert von DJ Drama |
| 2011 | Third Power                                                              | US42 (3 Wo.)US | Erstveröffentlichung: 11. Oktober 2011                                                                                   |
| 2012 | Quality Street Music                                                     | US15 (3 Wo.)US | Erstveröffentlichung: 2. Oktober 2012                                                                                    |
| 2016 | Quality Street Music 2                                                   | US40 (2 Wo.)US | Erstveröffentlichung: 22. Juli 2016                                                                                      |
| 2022 | Ma’ I Got a Family (A Gangsta Grillz Special Edition Hosted by DJ Drama) | US7 (4 Wo.)US | mit YoungBoy Never Broke Again                                                                                           |
| 2022 | Snofall                                                                  | US9 (3 Wo.)US | Erstveröffentlichung: 21. Oktober 2022 mit Jeezy                                                                         |
| 2023 | Gangsta Grillz: Coke Boys 6 (Hosted by DJ Drama)                         | US11 (1 Wo.)US | mit French Montana |
| 2023 | I’m Really Like That                                                     | US67 (1 Wo.)US | Erstveröffentlichung: 31. März 2023                                                                                      |
| 2023 | I Showed U So                                                            | US39 (1 Wo.)US | Erstveröffentlichung: 4. August 2023 mit Yo Gotti                                                                        |

### Singles
| Jahr | Titel Album                            | Höchstplatzierung, Gesamtwochen, AuszeichnungChartsChartplatzierungen (Jahr, Titel, Album, Platzierungen, Wochen, Auszeichnungen, Anmerkungen) | Anmerkungen                                                    |
| Jahr | Titel Album                            | US | Anmerkungen                                                    |
| --- | -------------------------------------- | --- | -------------------------------------------------------------- |
| 2011 | Oh My Third Power                      | US95 (3 Wo.)US | feat. Fabolous, Roscoe Dash & Wiz Khalifa                      |
| 2012 | My Moment Quality Street Music         | US89 (6 Wo.)US | mit 2 Chainz, Meek Mill & Jeremih                              |
| 2013 | So Many Girls Quality Street Music     | US90 (1 Wo.)US | feat. Wale, Tyga & Roscoe Dash                                 |
| 2016 | Wishing Quality Street Music 2         | US77 Gold · (14 Wo.)US | feat. Chris Brown, Skeme & Lyquin                              |
| Folgende Lieder erschienen nicht als Single, wurden aber durch das Album zum Download und Streaming bereitgestellt und konnten somit eine Platzierung erlangen: |                                        | |                                                                |
| |                                        | |                                                                |
| 2021 | Sir Baudelaire Call Me If You Get Lost | US55 (1 Wo.)US | Charteinstieg: 10. Juli 2021 Tyler, the Creator feat. DJ Drama |

Weitere Lieder
- 2024: Bop (mit Big Boogie feat. Glorilla; US: Gold)